# Арльбергский тоннель
А́рльбергский тонне́ль, Арльбе́ргский тунне́ль (нем. Arlbergtunnel) — тоннель на западе Австрии, в Восточных Альпах, под Арльбергским перевалом. Пробит на высоте около 1300 метров над уровнем моря. Длина — 10 240 м.
Через Арльбергский тоннель проходит Трансальпийская электрифицированная железнодорожная линия Инсбрук — Блуденц. Сооружён в 1880—1883 годах, движение открыто 21 декабря 1884 года. Первоначально тоннель был открыт в одноколейном варианте, но нагрузка на железнодорожной линии была столь велика, что уже 15 июля 1885 года был открыт второй путь.
Для повышения безопасности в 2004—2007 годах между железнодорожным и автомобильным тоннелем были сделаны переходы длиной 150—300 метров. Максимальное расстояние между такими переходами составляет 1700 метров. В 2008 году достроены ещё два перехода, один из которых ведёт наружу.